# Criticonoma aspergata
Criticonoma aspergata är en fjärilsart som beskrevs av László Anthony Gozmány och Lajos Vári. Criticonoma aspergata ingår i släktet Criticonoma och familjen äkta malar. Inga underarter finns listade i Catalogue of Life.